# 짧은발가락폄근
짧은발가락폄근(extensor digitorum brevis muscle, EDB) 또는 단지신근(短趾伸筋)은 발등 윗면에 존재하는 넓고 얇은 근육으로, 둘째와 셋째, 넷째 발가락을 펴는 것을 돕는다.

## 구조
짧은발가락폄근은 발꿈치뼈 위가쪽 표면의 짧은종아리근 힘줄이 지나가는 고랑보다 앞쪽, 뼈사이목말발꿈치인대, 그리고 아래폄근지지띠에서 기시한다. 근섬유는 위쪽으로 비스듬히 주행하여 발등을 안쪽으로 가로지르고 네 개의 힘줄로 끝난다. 짧은발가락폄근의 일부라고 간주되기도 하는 짧은엄지폄근은 발등동맥을 가로지르는 힘줄이 되어 엄지발가락의 몸쪽발가락뼈 바닥 발등면에 닿는다. 다른 세 개의 힘줄은 각각 둘째, 셋째, 넷째 발가락에서 긴발가락폄근 힘줄보다 가쪽에 닿는다.

### 신경 분포
짧은엄지폄근과 마찬가지로 깊은종아리신경의 가쪽 종말가지의 지배를 받는다. 이는 L4-L5 성분을 포함하고 있는데, 임상적으로는 L5 병변을 일으키는 L4/L5 추간판탈출증과 가장 연관된다.

## 기능
(짧은엄지폄근을 짧은발가락폄근의 일부로 간주할 경우) 짧은발가락폄근은 발허리발가락관절에서 첫째부터 넷째 발가락을 펴는 역할을 한다. 또한 발가락사이관절에서 둘째, 셋째, 넷째 발가락을 펴는 것을 돕는다. 다섯째 발가락은 짧은발가락폄근이 닿지 않으며, 긴발가락폄근이 작용해야 다섯째 발가락을 들어 올릴 수 있다.

## 추가 이미지

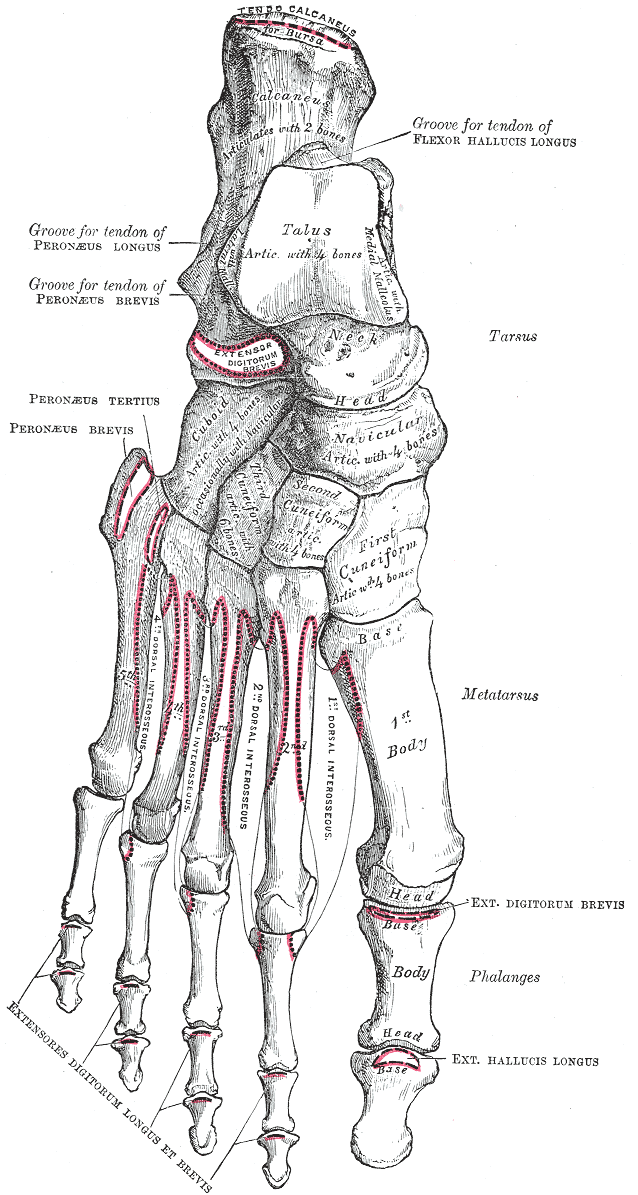
오른발의 뼈. 발등쪽의 모습.
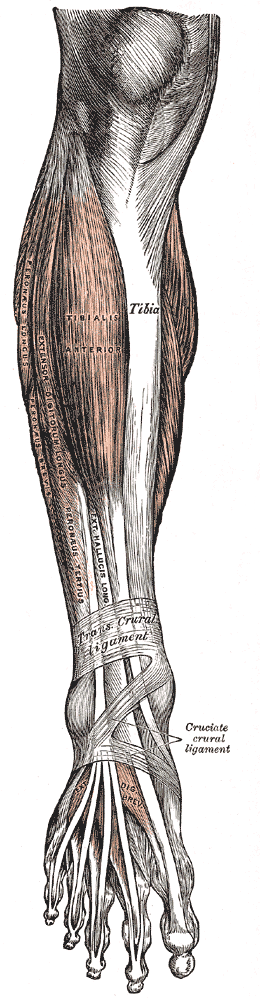
종아리 앞쪽의 근육들
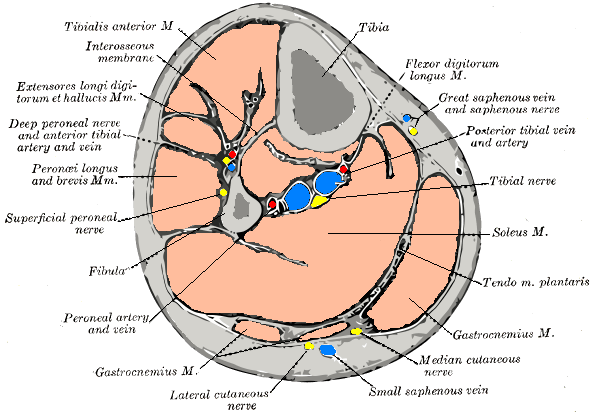
종아리 중간 높이에서의 단면
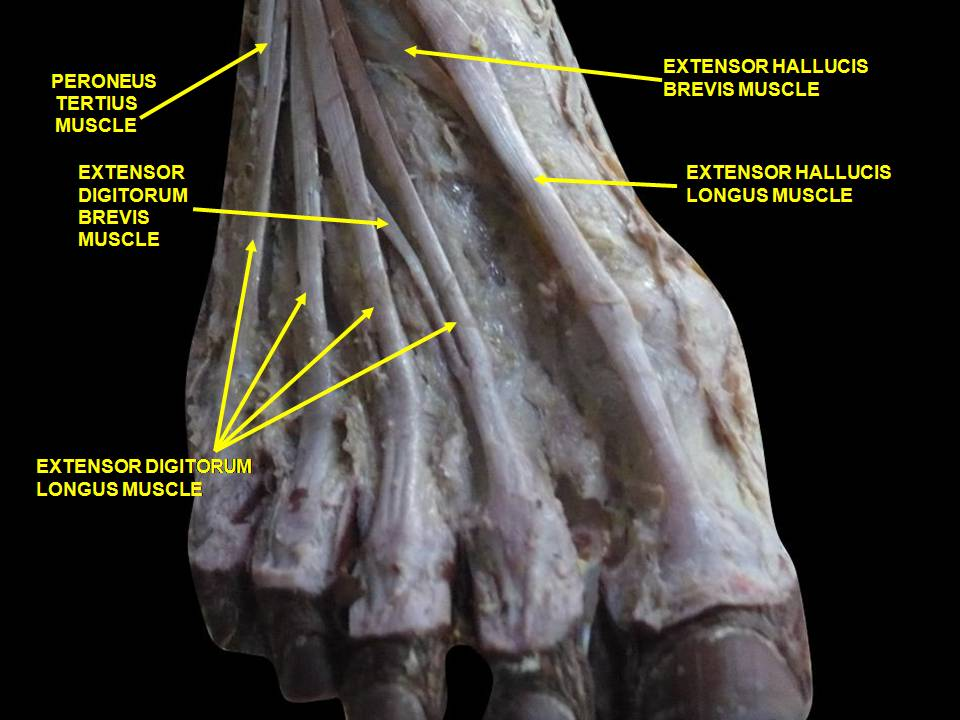
발등 깊은쪽
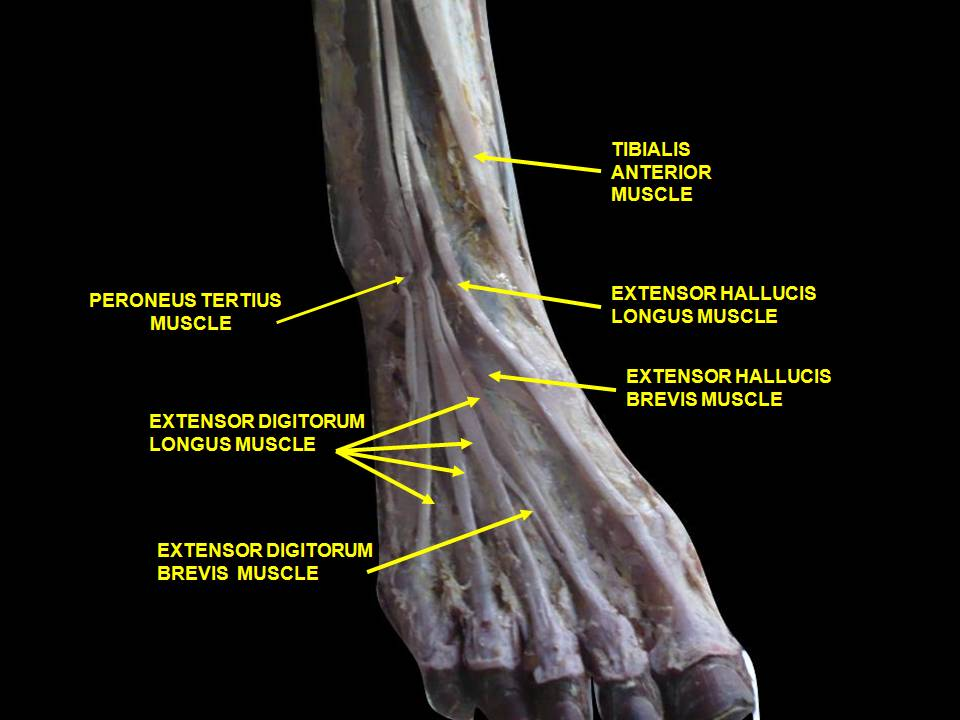
발등 깊은쪽

## 같이 보기
- 긴발가락폄근
- 손가락폄근